# 福建省监察委员会
福建省监察委员会，是中华人民共和国福建省的省级国家监察机关

## 沿革
2018年改革前，福建省纪委监察厅设办公厅（监察厅办公室）、监察综合室、第一纪检监察室、第二纪检监察室、第三纪检监察室、第四纪检监察室、第五纪检监察室、案件综合管理室、案件审理室、信访室（监察厅举报中心）、执法监察室、宣传教育室、政策法规研究室、党风廉政建设室、纠正行业不正之风工作室（省政府纠正行业不正之风办公室）、干部管理室。
2018年，根据《中华人民共和国监察法》和《福建省机构改革方案》，组建福建省监察委员会，作为省级国家监察机关，与中共福建省纪委合署办公。

## 职责
根据《中华人民共和国监察法》，国家监察机关履行监督、调查、处置职责：
1. 对公职人员依法履职、秉公用权、廉洁从政从业以及道德操守情况进行监督检查；
2. 对涉嫌贪污贿赂、滥用职权、玩忽职守、权力寻租、利益输送、徇私舞弊以及浪费国家资财等职务违法和职务犯罪进行调查；
3. 依据相关法律对违法的公职人员作出政务处分决定；对在行使职权中存在的问题提出监察建议；对履行职责不力、失职失责的领导人员进行问责；对涉嫌职务犯罪的，将调查结果移送检察机关依法提起公诉。

## 机构设置
根据《中共福建省纪律检查委员会福建省监察委员会职能配置、内设机构和人员编制规定》，福建省纪委监委内设机构、派出机构为副厅级。福建省纪委监委设置下列机构：

### 内设机构
- 办公厅
- 组织部
- 宣传部
- 政策法规研究室
- 党风政风监督室
- 信访室
- 案件监督管理室
- 第一纪检监察室
- 第二纪检监察室
- 第三纪检监察室
- 第四纪检监察室
- 第五纪检监察室
- 第六纪检监察室
- 第七纪检监察室
- 第八纪检监察室
- 第九纪检监察室
- 第十纪检监察室
- 第十一纪检监察室
- 第十二纪检监察室
- 第十三纪检监察室
- 案件审理室
- 调查技术室
- 追逃追赃和申诉复查室
- 纪检监察干部监督室
- 机关党委
- 离退休干部工作处（正处级）

## 历任领导
第十三届人大
第十四届人大
- 任期：2023年1月15日－
- 主任：迟耀云
- 副主任：齐凤瑞（蒙古族）、游宇飞（－2025年7月30日）、陈力达、陈铁晗（女）、王矗  (2025年7月30日－）
- 委员：方齐苗（－2024年1月21日）、王矗（－2025年7月30日）、梁玉华（女） (2021年12月－）、张淑萍（－2023年5月31日）、肖仁辉（－2024年1月21日）、陈志斌（－2023年5月31日）、施务农（女） (2023年7月－）、卓克兴 (2024年1月－）、杨洪毅、张娇兴( 2025年7月30日－）、吴国顺  (2025年7月30日－）